# Đại học Y Pomeranian ở Szczecin

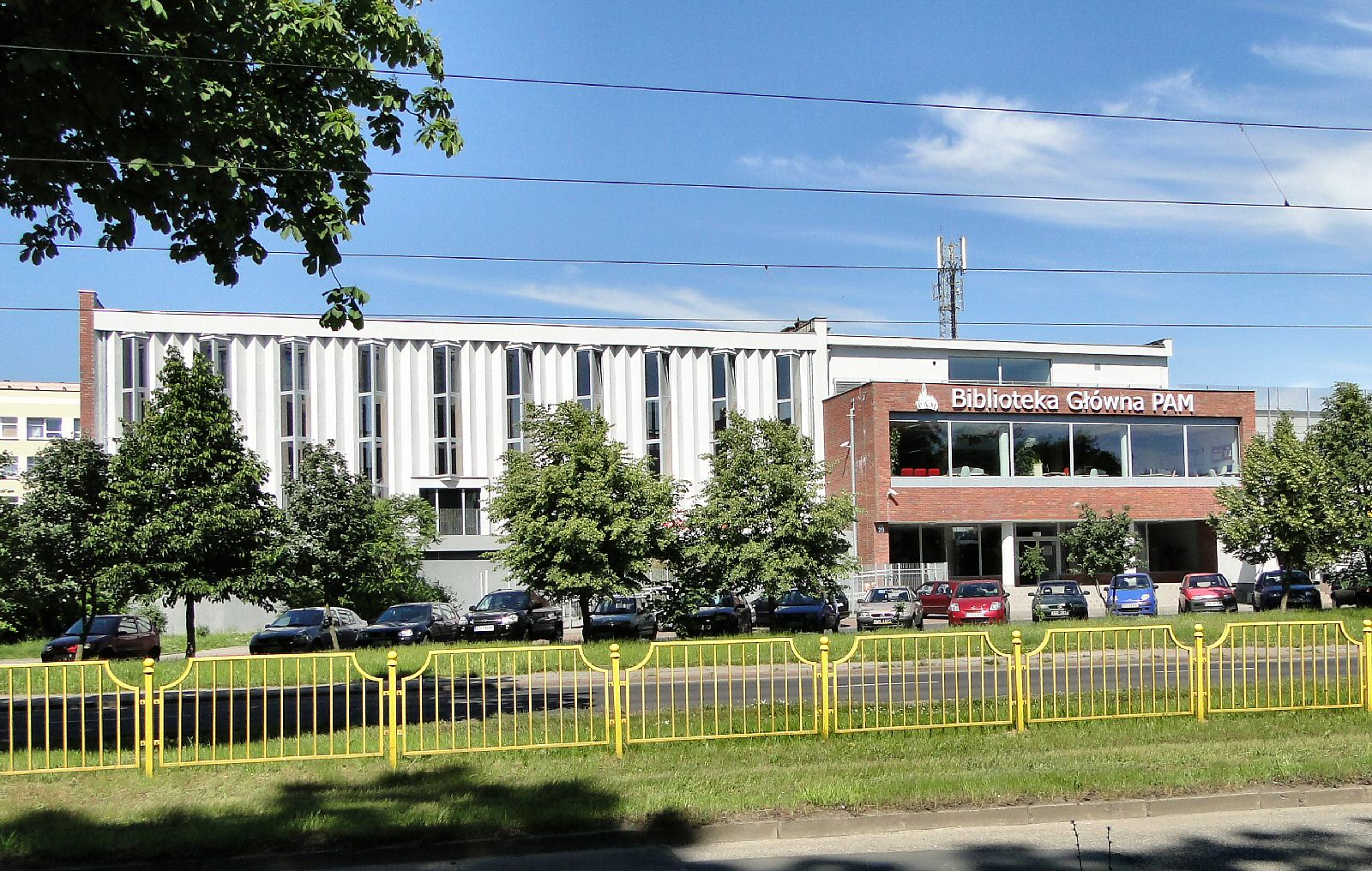
Thư viện chính

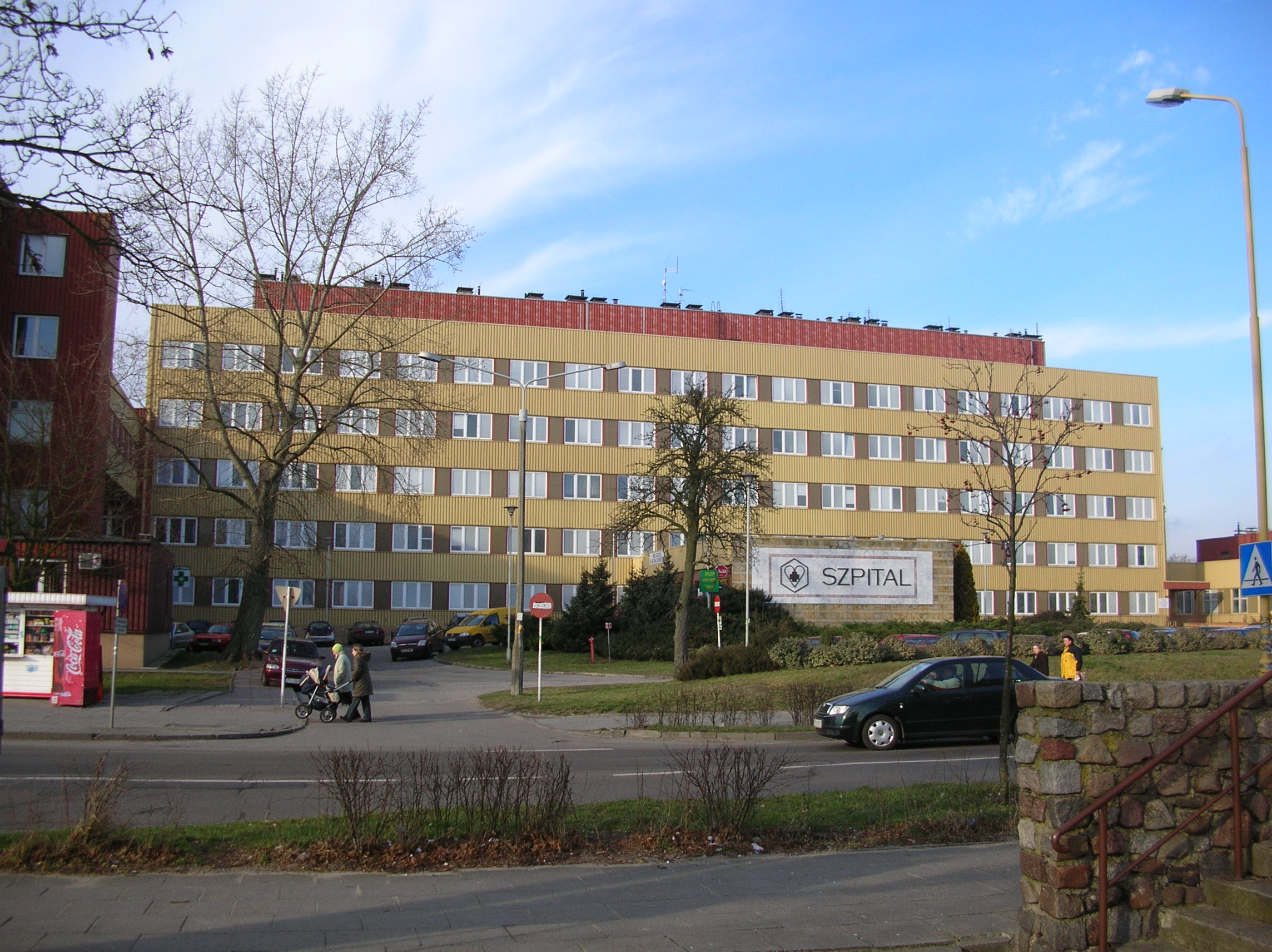
Đại học Y Pomeranian, bệnh viện Cảnh sát, Pomerania, Ba Lan

Đại học Y Pomeranian (PMU) được thành lập năm 1948 tại Szczecin, Ba Lan. Nó được gọi là Pomorski Uniwersytet Medyczny trong tiếng Ba Lan.

## Lịch sử
Nhìn từ góc độ lịch sử, để so sánh với truyền thống nhiều năm của các trường đại học khác, thì khoảng thời gian kể từ khi thành lập của đại học Y Pomeranian thực sự ngắn. Khi người ta cho rằng Szczecin chưa bao giờ là địa điểm của các trường học ở bậc học cao và việc thành lập trường đại học diễn ra ngay sau một cuộc chiến tàn khốc đặc biệt với các bác sĩ, nhà khoa học và giáo viên địa phương mất tích hoàn toàn, người ta phải thừa nhận rằng sự tồn tại của trường đại học là một thành tựu nổi bật.
Từ năm 1994 đến 2009, nhiều giáo viên trẻ tuổi của trường đã giành được học bổng uy tín của Quỹ Khoa học Ba Lan. Hiện tại trường có 1478 sinh viên, trong đó có 1012 sinh viên y khoa và 466 sinh viên nha khoa.
Hội khoa học sinh viên tại trường tổ chức Hội nghị sinh viên y khoa quốc tế và quốc tế hàng năm.

## Quản trị
Đại học Y khoa Pomeranian có hơn 500 giảng viên và gần 200 nhân viên kỹ thuật. Trong số các nhân viên có 43 giáo sư và 54 bác sĩ. Từ năm 1948, trường có 8060 bác sĩ và 3314 nha sĩ tốt nghiệp Đại học. 1113 nhà nghiên cứu đã lấy được bằng tiến sĩ và 196 bằng sau tiến sĩ. Thực tế, có 33 giáo sư và 36 giáo sư ngoại khóa công tác tại đây
Danh hiệu bác sĩ danh dự được trao cho 15 nhà khoa học nổi tiếng: GS. Tiến sĩ Witold Starkiewicz (1973), GS. Tiến sĩ Kazimierz Stojalowski (1974), GS. Tiến sĩ Eugeniusz Mietkiewski (1985), GS. Tiến sĩ Jerzy Kulczycki (1987), GS. Tiến sĩ Andre Raymond Ardaillou (1991), GS. Tiến sĩ Marek Eisner (1992), GS. Tiến sĩ Zbigniew Janczuk (1994), GS. Tiến sĩ Franciszek Kokot (1995), GS. Tiến sĩ Leonidas Samochowiec (1995), GS. Tiến sĩ Hans Schadewaldt (1995), GS. Tiến sĩ Eberhard Ritz (1996), GS. Tiến sĩ Dietrich Kettler (1996), giáo sư. Mary Ostern (1997), giáo sư Stanislaw Woyke (1998), giáo sư Alan Gewirtz (1999).

## Cơ sở vật chất
Các trung tâm thông tin và tài liệu quan trọng, không thể thiếu cho các hoạt động nghiên cứu, là Thư viện chính và Phòng Xuất bản của trường.

## Khoa
Trường đại học bao gồm bốn khoa:
- Khoa Dược: 
  - Chuyên ngành y
  - Chuyên ngành y - chương trình tiếng Anh
- Khoa Nha khoa: 
  - Chuyên ngành nha khoa
  - Chuyên ngành nha khoa - chương trình tiếng Anh
  - Chuyên ngành vệ sinh răng miệng
- Khoa Công nghệ sinh học: 
  - Chuyên ngành công nghệ y tế (Khoa học thí nghiệm lâm sàng)
  - Chuyên ngành công nghệ sinh học (Công nghệ sinh học y tế)
- Khoa Khoa học sức khỏe: 
  - Chuyên ngành
  - Chuyên ngành hộ sinh
  - Chuyên ngành vật lý trị liệu
  - Chuyên ngành y tá lâm sàng
  - Chuyên ngành y tế công cộng
  - Chuyên ngành thẩm mỹ

Trường còn có chương trình tiếng Anh cho sinh viên nước ngoài. Họ dự định thành lập một khoa Dược trong tương lai.

## Bệnh viện lâm sàng
- Trang web chính thức của Bệnh viện lâm sàng số 1
- Trang web chính thức của Bệnh viện lâm sàng số 2
- Trang web chính thức của Bệnh viện lâm sàng "Cảnh sát" tại Police, Ba Lan - một thị trấn gần Szczecin
- Trang web chính thức của Klinikum Uckermark tại Schwedt, Đức

## Trung tâm nha khoa
- Trang web chính thức của Trung tâm Nha khoa PMU